# Yūzō Funakoshi
Yūzō Funakoshi (japanisch 船越 優蔵, Funakoshi Yūzō; * 12. Juni 1977 in der Präfektur Hyōgo) ist ein ehemaliger japanischer Fußballspieler.

## Karriere
Funakoshi erlernte das Fußballspielen in der Schulmannschaft der Kunimi High School. Seinen ersten Vertrag unterschrieb er 1996 bei Gamba Osaka. Der Verein spielte in der höchsten Liga des Landes, der J1 League. 1996 wurde er in die Niederlande zu Telstar ausgeliehen. 1997 kehrte er zu Gamba Osaka zurück. 1999 wechselte er zum Ligakonkurrenten Bellmare Hiratsuka (heute: Shonan Bellmare). Am Ende der Saison 1999 stieg der Verein in die J2 League ab. Für den Verein absolvierte er 20 Spiele. 2001 wechselte er zum Ligakonkurrenten Ōita Trinita. Für den Verein absolvierte er 27 Spiele. 2002 wechselte er zum Ligakonkurrenten Albirex Niigata. 2003 wurde er mit dem Verein Meister der J2 League und stieg in die J1 League auf. Für den Verein absolvierte er 71 Spiele. 2007 wechselte er zum Zweitligisten Tokyo Verdy. 2007 wurde er mit dem Verein Vizemeister der J2 League und stieg in die J1 League auf. Am Ende der Saison 2008 stieg der Verein in die J2 League ab. Für den Verein absolvierte er 44 Spiele. 2010 wechselte er zu SC Sagamihara. Ende 2010 beendete er seine Karriere als Fußballspieler.